# Taylor Swift (album)
Taylor Swift je debutové album stejnojmenné zpěvačky. Album vyšlo 24. října 2006.

## Seznam písní
1. Tim McGraw – 3:54
2. Picture to Burn – 2:57
3. Teardrops on My Guitar – 3:37
4. A Place in This World – 3:24
5. Cold as You – 4:03
6. The Outside – 3:31
7. Tied Together with a Smile – 4:13
8. Stay Beautiful – 4:00
9. Mary's Song (Oh My My My) – 4:06
10. Should’ve Said No – 3:37
11. Our Song – 3:24

Deluxe edice
1. Tim McGraw – 3:54
2. Picture to Burn – 2:57
3. Teardrops on My Guitar – 3:37
4. A Place in This World – 3:24
5. Cold as You – 4:03
6. The Outside – 3:31
7. Tied Together with a Smile – 4:13
8. Stay Beautiful – 4:00
9. Mary's Song (Oh My My My) – 4:06
10. Should’ve Said No – 3:37
11. Our Song – 3:24
12. I'm Only Me When I'm with You – 3:35
13. Invisible – 3:25
14. A Perfectly Good Heart – 3:42
15. Taylor's 1st Phone Call with Tim McGraw – 4:43